# Události pražského jara
Události pražského jara uvádějí chronologický přehled důležitých událostí souvisejících s obdobím politického uvolnění v Československu, které je označováno jako Pražské jaro. Toto období začalo na podzim roku 1967 a skončilo v srpnu 1968.

## Události

### Rok 1967
- 26. – 27. září: Na schůzi ÚV KSČ došlo k ostřejším sporům v komunistickém vedení, jež byly vyvolány administrativními opatřeními vůči spisovatelům (zastavení Literárních novin a stranické tresty pro I. Klímu, P. Kohouta, M. Kunderu, A. J. Liehma, J. Procházku, L. Vaculíka).
- 30. – 31. října: Ústřední výbor KSČ jednal o postavení strany ve společnosti. Bezprostředním podnětem konfliktu se stalo vystoupení A. Dubčeka, které zpochybnilo veškeré „řízení strany“ ve státě (vládnout by měla vláda) a napadl kumulaci funkcí – právě typické pro období vlády A. Novotného.[zdroj?] V reakci na to Antonín Novotný vystoupil proti vedení KSS, což přerostlo do česko–slovenského sporu.[1] Dubčekova kritika uvolnila cestu k „pražskému jaru“.[2]
- 31. října: Na vysokoškolských kolejích v Praze na Strahově byla opakovaně vypnuta elektřina; studenti vyšli do ulic se svíčkami a voláním: „Chceme světlo!“ Pochod brutálně rozehnala v Nerudově ulici Veřejná bezpečnost[3].
- 11. – 13. prosince: Zasedalo předsednictvo ÚV KSČ, kde zazněla ostrá kritika Novotného. Došlo ke střetu mezi jeho zastánci a jeho kritiky. Spor skončil kompromisem: souhlasem s rozdělením nejvyšších funkcí až v pozdější době.
- 19. – 21. prosince: Sešel se ústřední výbor KSČ, jehož větší část členů vystoupila opět s kritikou metod práce a způsobu řízení A. Novotného. Pod tímto tlakem se Novotný rozhodl dát svou stranickou funkci k dispozici.

### Leden 1968
- 3. – 5. ledna: Plenární zasedání ÚV KSČ rozhodlo o rozdělení nejvyšších funkcí. Prvním tajemníkem byl zvolen A. Dubček. Skončila zhruba desetiletá éra Antonína Novotného.

### Únor 1968
- 26. února: Útěk generála J. Šejny do Itálie a odtud za pomoci CIA odchod do USA; sdělovací prostředky přispěly k tomu, že se z útěku protekční osoby A. Novotného vyvinula aféra „semínkového“ generála (obviněn z rozkrádání státního majetku – jetelových semínek) [zdroj?].

### Březen 1968
- 21. března:
  - Byl ustaven přípravný výbor pro obnovu skautské organizace – Junáka.
  - Vznikl prozatímní výbor katolického duchovenstva v čele s biskupem a apoštolským administrátorem pražské arcidiecéze F. Tomáškem.
- 22. března: Abdikace prezidenta Antonína Novotného.
- 22. – 23. března: Celostátní aktiv zástupců všech vysokoškolských center konaný v Brně se vyslovil pro vytvoření samostatné organizace vysokoškoláků (mimo rámec oficiálního ČSM).
- 23. března: Bývalí funkcionáři sociální demokracie ustavili akční skupinu pro obnovu strany, která se rozšířila v ústřední přípravný výbor.
- 23. – 24. března: V Drážďanech se konalo setkání vedoucích představitelů Bulharska, Maďarska, NDR, Polska a SSSR s československou delegací (Dubček, Lenárt, Černík, Kolder, Bilak), na níž zazněla ostrá kritika poměrů v Československu („plíživá kontrarevoluce“).
- 29. března:
  - Funkcionáři jednotné tělovýchovné organizace provedli přestavbu na principu národním a odvětvovém.
  - Při Svazu spisovatelů vznikl Klub nezávislých spisovatelů, sdružující nekomunistické členy z Čech i Slovenska (do svého čela zvolil V. Havla, P. Koptu a A. Klimenta).
- 30. března: Národní shromáždění zvolilo na návrh A. Dubčeka prezidentem republiky L. Svobodu; svůj program navázání kontinuity s předcházejícími prezidenty vyjádřil symbolicky tím, že po volbě položil věnce na hrob K. Gottwalda a A. Zápotockého, ale i T. G. Masaryka a E. Beneše.
- 31. března:
  - Skupina politických vězňů, odsouzených podle zákona 231/1948 Sb., v čele s K. Nigrínem, ustavila ústřední výbor Klubu 231; během tří měsíců fungovaly jeho výbory ve všech krajích a ve většině okresů českých zemí, ústředí registrovalo na 80 tisíc zájemců o členství[zdroj?] .
  - Ústřední výbor Československé strany lidové zvolil novým předsedou A. Pospíšila (vystřídal J. Plojhara); lidová strana měla v červenci 46 028 členů [zdroj?].

### Duben 1968
- 31. března – 5. dubna: V Praze se sešlo III. všekřesťanské mírové shromáždění za účasti 500 představitelů katolické, protestantské a pravoslavné církve z 55 zemí světa; jednalo se o světové sympozium těch, kdo se rozhodli vést dialog s „pokrokovými marxisty“.
- 1. – 5. dubna: Na Pražském hradě pokračovalo zasedání ÚV KSČ. Vedle volby nového předsednictva se počítalo se sestavením nové vlády a s rehabilitací občanů. Poslední den jednání byl jednomyslně přijat tzv. Akční program KSČ (zveřejněn 10. dubna), který měl navodit socialismus s lidskou tváří. Obsahoval změny, které v příštích dvou letech chtěla komunistická strana (stále jako ústavou „uzákoněná“ vedoucí politická síla) uskutečnit v oblasti politické (zejména v oblasti občanských práv a politického systému), ekonomické (ekonomická reforma v rámci socialismu), kulturní a zahraniční politice. Součástí změn měla být takzvaná demokratizace.
- 5. dubna:
  - Na setkání 144 účastníků (hlavně z řad inteligence) byl založen Klub angažovaných nestraníků – KAN; v krátké době měl KAN 40 – 50 tisíc zájemců o členství [zdroj?].
  - Byla schválena komise pro dokončení stranické rehabilitace, tzv. Pillerova komise. Závěrečná zpráva komise byla později několikrát přepracována, v důsledku událostí po srpnu 1968 se nikdy zevrubně neprojednávala.
- 6. dubna: Na doporučení ÚV KSČ podala demisi vláda Jozefa Lenárta a prezident pověřil sestavením nové vlády Oldřicha Černíka.[4]
- 8. dubna: Jmenována nová vláda v čele s O. Černíkem.[4] Vláda se stávala samostatným a iniciativním mocenskopolitickým faktorem.
- 18. dubna: Z funkce předsedy Národního shromáždění odstoupil Bohuslav Laštovička a byl nahrazen J. Smrkovským.

### Květen 1968
- 3. května: V Národním shromáždění bylo schváleno programové prohlášení vlády; za jeden z hlavních úkolů považovala vláda přípravu federace. To již vyjádřila ve svých usneseních z 12. a 24. dubna.
- 4. května:
  - V Moskvě probíhala československo-sovětská jednání na nejvyšší úrovni; československá delegace (Dubček, Černík, Smrkovský a Biľak) vyslechla od Brežněva, Kosygina a Podgorného velmi ostrou kritiku politických poměrů v ČSSR. Ti požadovali rázná opatření proti antisocialistickým a pravicovým silám, které se podle jejich mínění výrazně aktivizují.
  - Přes dva tisíce bývalých funkcionářů Sokola zvolilo přípravný výbor, který řídil obnovu této tělovýchovné organizace.
- 14. května: Byla ustavena organizace Dílo koncilové obrody v čele s pražským apoštolským administrátorem Františkem Tomáškem.
- 15. května: Usnesením vlády zřízeny speciální orgány pro nové státoprávní uspořádání – tj. výbor pod vedením předsedy vlády O. Černíka a vládní komise pro řešení odborných otázek federace v čele s místopředsedou vlády G. Husákem. Tato komise odmítla 4. června požadavek na trojdílné uspořádání federace; s tím vystoupily oba moravské kraje ve společné tzv. moravské deklaraci.
- 16. května: V Praze proběhl za mimořádného zájmu veřejnosti vysokoškolský majáles, který odrážel stupňující radikalizaci veřejného mínění.
- 23. května: Konalo se první jednání zástupců ÚV KSČ a přípravného výboru sociální demokracie; komunistické vedení obnovu sociální demokracie odmítlo, označilo ji za protikomunistickou akci; v červenci již existovalo na 150 odboček sociálně demokratické strany s 1 500 členy.
- 29. května – 1. června: Zasedání ÚV KSČ jednalo o současné politické situaci v zemi; střetly se zde dvě rozdílné politické linie – Dubčekova a Biľakova. Přijatá rezoluce obsahovala zásady Dubčekova referátu a byla namířena proti extrémům „zprava i zleva“ a jako pozitivní směr označila plnění Akčního programu KSČ. Plénum rozhodlo svolat na 9. září tohoto roku mimořádný XIV. sjezd KSČ.

### Červen 1968
- 6. června: Vláda vydala prozatímní rámcové zásady pro zřizování a volbu rad pracujících; pro jejich ustavování se vyslovila celostátní odborová porada a 90 % jejích delegátů. K zastavení zřizování rad pracujících vydala tatáž vláda pokyn 24. října 1968.
- 14. června: V Budapešti podepsána Smlouva o přátelství, spolupráci a vzájemné pomoci mezi ČSSR a Maďarskem.
- 19. června: V Praze-Ruzyni (v jednom z hangárů) se konal sraz Lidových milicí; na masovém shromáždění asi 10 tisíc příslušníků Lidových milicí zazněly kritické hlasy proti komunistickému vedení, vytýkaly mu slabost v postupu proti pravici a žádaly mocensko-administrativní zákroky. Celá akce vyvolala v zemi vlnu rozhořčení, která přerostla v podpisovou akci za zrušení milicí.
- 21. – 30. června: Na československém území proběhlo vojenské cvičení států Varšavské smlouvy s názvem „Šumava“; oddalovaný odchod vojsk (sovětské jednotky odešly až 3. srpna) zvyšoval napětí v zemi a posiloval zejména protisovětské nálady.
- 25. – 26. června: Parlament schválil rehabilitační zákon a novelu tiskového zákona.
- 27. června: Noviny Literární listy, Práce, Zemědělské noviny a Mladá fronta uveřejnily výzvu Dva tisíce slov, které patří dělníkům, zemědělcům, úředníkům, vědcům, umělcům, všem, kterou vypracoval spisovatel L. Vaculík. Provolání vedle kritického pohledu na minulost vyznívalo jako výzva k nápravě; rozbouřilo a zdramatizovalo politický život v zemi. Odpůrci reformy hodnotili 2000 slov jako výzvu ke kontrarevoluci[zdroj?].

### Červenec 1968
- 4. července: Vedení KSČ bylo pozváno na jednání s „bratrskými stranami“ do Varšavy o vnitřních poměrech v ČSSR; předsednictvo ÚV KSČ v předtuše hrozeb ultimativních požadavků ze strany „spojenců“ posléze (po jednání 8. a 12. července) rozhodlo navrhnout místo společné schůzky dvoustranná jednání.
- 10. července: Poslanci Národního shromáždění zvolili 150 poslanců České národní rady jako nejvyššího zákonodárného orgánu českých zemí; předsedou byl zvolen Č. Císař. Šlo o první krok k odstranění asymetrického modelu státní struktury.
- 14. – 15. července: Představitelé Bulharska, Maďarska, NDR, Polska a SSSR na schůzce ve Varšavě schválili Brežněvův koncept otevřeného dopisu adresovaného KSČ; podle názoru „pětky“ se v Československu organizačně stmelila kontrarevoluce. Obsah dopisu byl směsicí velmi vážného varování se znatelnými prvky hrozby (Brežněvova doktrína s právem zasahovat do vnitřních záležitostí socialistických zemí).
- 17. července: Předsednictvo ÚV KSČ schválilo odpověď na varšavský dopis; střízlivým a uvážlivým tónem vyvracelo neopodstatněná obvinění a neoprávněnou kritiku, odmítlo tezi o internacionální pomoci „pětky“ bránit socialismus v jiné zemi. 19. července odpověď schválil ÚV KSČ. Po zveřejnění varšavského dopisu i odpovědi na něj vypukla lavina souhlasných rezolucí, telegramů a dopisů veřejnosti. To vedlo ke sjednocení občanů, k posílení důvěry k vedení KSČ (78 % občanů) a práva na vlastní, československou cestu.
- 29. července – 1. srpna: V Čierné nad Tisou (v železničním vagoně) se setkali členové vedení KSČ a KSSS; schůzce předcházelo tzv. Poselství československým účastníkům, jehož autorem byl spisovatel Pavel Kohout. Hned po zveřejnění začalo živelné podpisování Poselství (přes 1 milion podpisů za tři dny). Jednání bylo značně dramatické, vedení KSČ zde vystupovalo nejednotně (tři jeho členové – Kolder, Bilak a Švestka se značně ztotožňovali se sovětskými argumenty). Sovětská strana vystupňovala tlak na československou reformu; žádné dohody nebyly podepsány, avšak sovětská delegace odjížděla s představou „závazků“ vedení KSČ „bojovat proti antisocialistickým silám“. V průběhu jednání vznikla v zemi živelná masová akce nazvaná Fond republiky; začala formou dobrovolných pracovních směn a rozšířila se mezi občany v podobě peněžních darů a zlata na tzv. zlatý poklad republiky (do 21. srpna dosáhly dary výše 190,5 milionu Kčs a 60 kg zlata).
- 30. července: Moskevská Pravda otiskla dopis 99 zaměstnanců pražské Pragovky s výzvou k mocenskému zásahu ze strany SSSR (po Sametové revoluci se ukázalo, že dokument podepsalo ve skutečnosti jen 27 lidí) [zdroj?].

### Srpen 1968

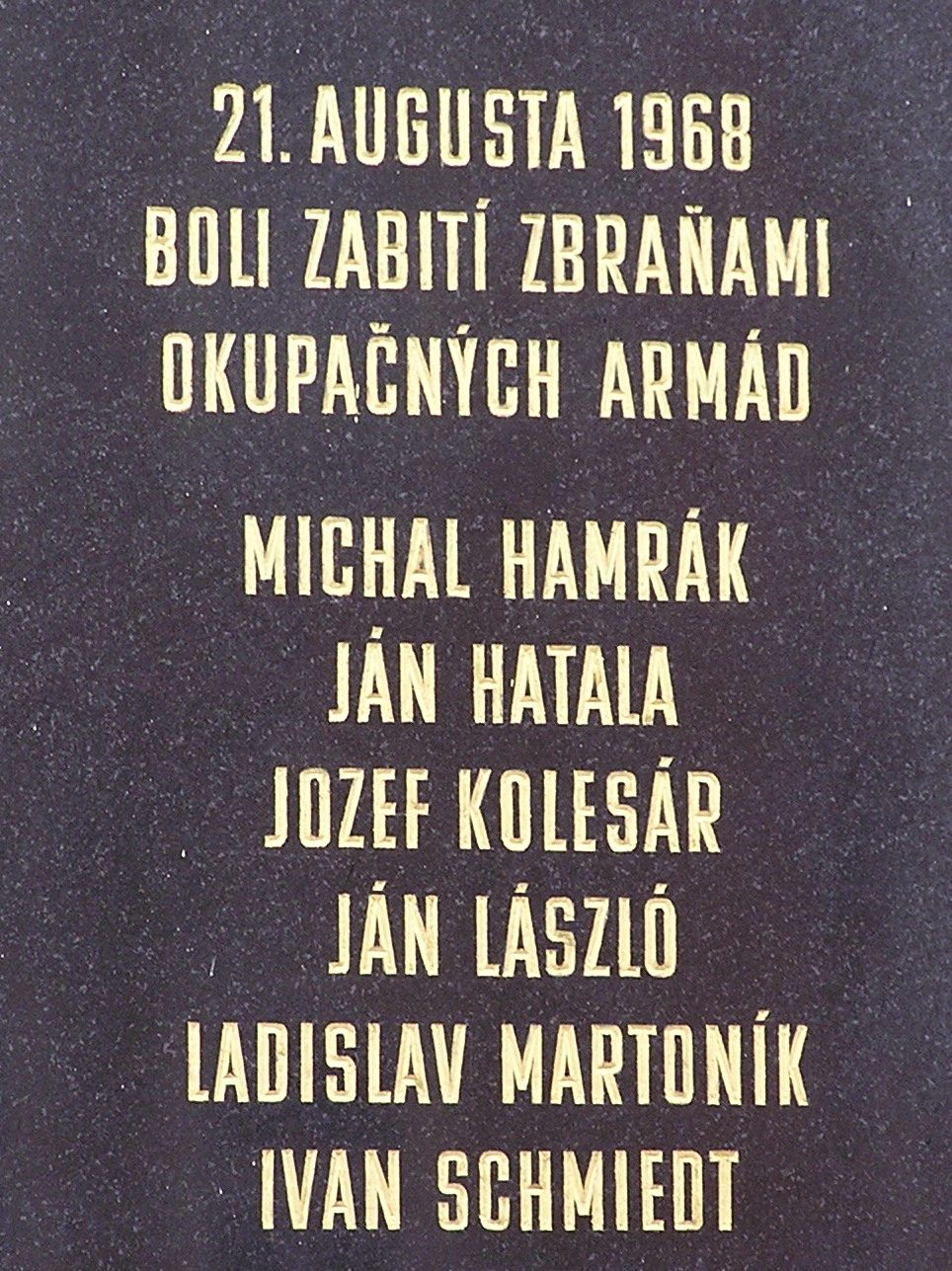
Pamětní deska obětem 21. srpna v Košicích

- 3. srpna: V Bratislavě proběhla schůzka „pětky“ s vedoucími představiteli KSČ; přijaté prohlášení (bratislavská deklarace) naznačovalo, že „bratrské strany nikomu nedovolí vrazit klín mezi socialistické státy“ a že problémy vyřeší „vzájemnou pomocí a podporou“.
- 9. – 11. srpna: V Praze pobýval prezident Jugoslávie Josip Broz-Tito. Jeho návštěva přispěla k převažujícímu optimismu a nadějím, že nebezpečí zásahu „pětky“ nehrozí.
- 17. srpna: Na žádost maďarského vůdce J. Kádára došlo v Komárně k jeho setkání s A. Dubčekem; Kádár tlumočil značnou nespokojenost Moskvy s vývojem v Československu a poukazoval na možné vážné důsledky z toho plynoucí (vojenskou intervenci).
- 20. srpna:
  - V Praze započalo ve 14 hodin zasedání předsednictva ÚV KSČ; v jeho průběhu přišla ve 23.30 hodin první zpráva o obsazování republiky vojsky „socialistické pětky“ (SSSR, NDR, Polska, Maďarska a Bulharska). Za dramatické situace byl schválen rozkaz ministra obrany M. Dzúra, aby armáda nekladla odpor (totéž se vztahovalo na Sbor národní bezpečnosti a Lidové milice) a bylo vydáno provolání Všemu lidu Československé socialistické republiky, v němž se uvádělo, že vojska obsazují ČSSR proti vůli ústavních orgánů a bez jejich vědomí.
  - Vpádu do Československa se zúčastnilo 27 bojových divizí (12 tankových, 13 motostřeleckých, 2 výsadkové) a 1 letecká armáda, včetně jednotek specnaz [zdroj?].
  - Skupina A (sovětské a polské jednotky) zahájila nástup z prostoru Lehnice – Krakov (Polsko)
  - Skupina B (jednotky SSSR a NDR) z Görlitz, Žitavy, Drážďan a Kliegenthalu (NDR)
  - Skupina C (sovětské, maďarské a bulharské jednotky) z oblasti Györu (Maďarsko).
  - Intervenčním jednotkám v počtu 750 tisíc vojáků s 800 letadly, 6300 tanky a 2000 děly a raketami velel generál Ivan G. Pavlovskij.[5][6]
- 21. srpna:

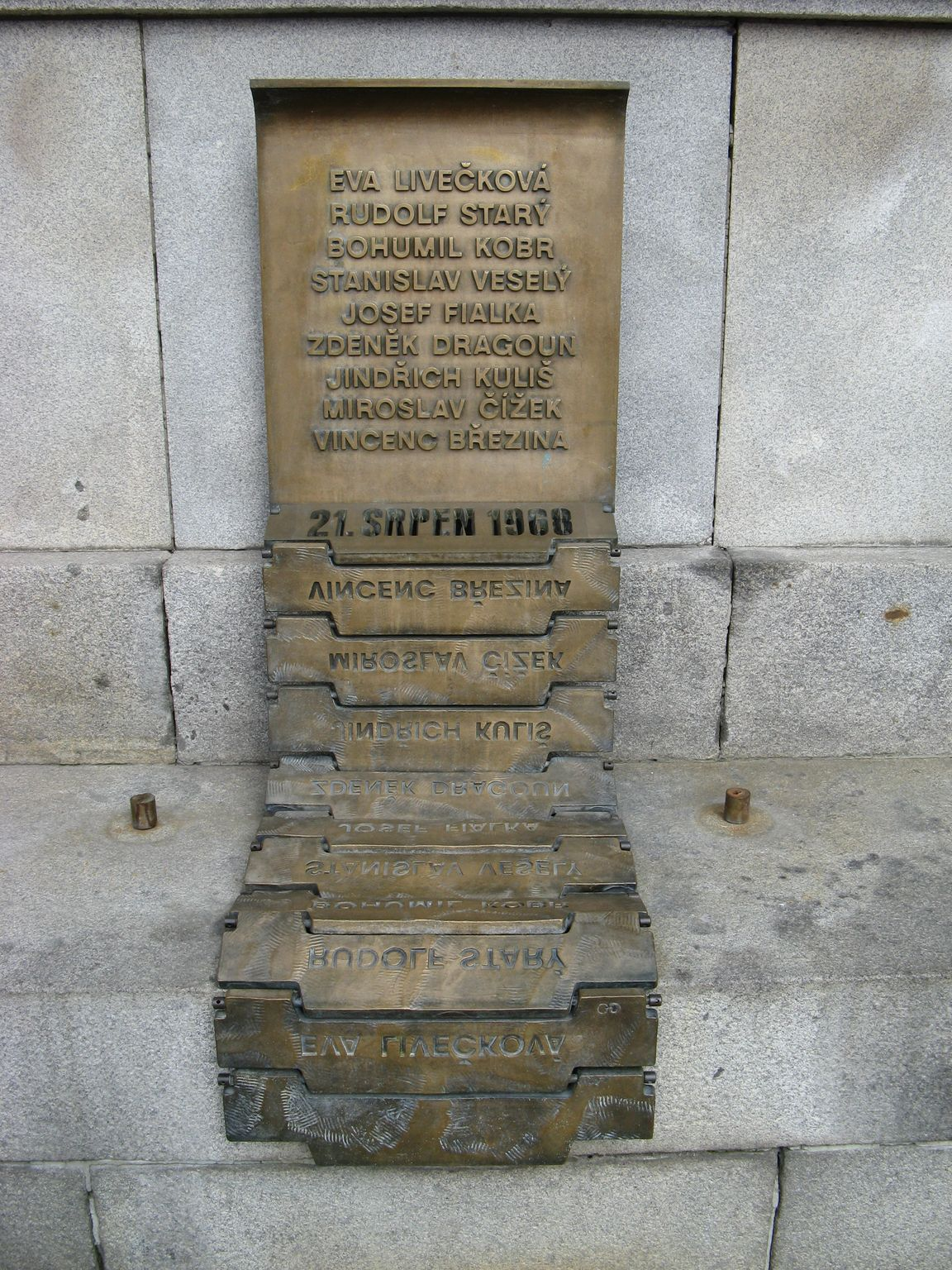
Památník obětem sovětské invaze na liberecké radnici

- Byla obsazena většina důležitých měst v ČSSR. K mimořádné schůzi se sešla vláda a vyjádřila svůj protest vládám pěti států, které uskutečnily okupaci. O ČSSR se začalo jednat v Radě bezpečnosti OSN. V celé zemi rostl živelný lidový odpor k okupaci. Invaze vojsk Varšavské smlouvy si k 3. září 1968 vyžádala 72 mrtvých, 266 těžce a 436 lehce raněných československých občanů [zdroj?].
- Po selhání pokusu o ustavení prosovětské tzv. dělnicko-rolnické vlády, který ztroskotal mj. díky spontánnímu nenásilnému odporu obyvatelstva, byli proreformní političtí představitelé KSČ v čele s A. Dubčekem odvlečeni do SSSR.

- 22. srpna: V továrně pražské ČKD ve Vysočanech zasedal XIV. mimořádný sjezd KSČ; z 1543 řádně zvolených delegátů se dostavilo 1219 delegátů. Sjezd zvolil nový ústřední výbor (v čele s internovaným A. Dubčekem) a významně se podílel na řízení občanského odporu proti okupaci. Sjezdu se na zákrok G. Husáka neúčastnili (až na výjimky) slovenští delegáti.
- 23. – 26. srpna: Na žádost prezidenta L. Svobody probíhalo v Moskvě složité jednání československé a sovětské politické reprezentace; druhý den (24. srpna) se rozhovorů zúčastnili i internovaní českoslovenští politici (vězněni od ranních hodin 21. srpna) v čele s A. Dubčekem. Jednání skončila (pod psychickým nátlakem) podpisem tzv. moskevského protokolu, jenž obsahoval závazné úkoly pro vedení KSČ (splnění požadavků z Čierné, zákaz „protisocialistických organizací“ a sociální demokracie, upevnění orgánů Bezpečnosti a armády, stranickou kontrolu tisku a konkrétní kádrové změny) a příslib etapovitého odchodu intervenčních vojsk. Podpis jako jediný z 26 českých a slovenských politiků odmítl připojit František Kriegel.
- 24. srpna:
  - Vyvrcholením lidového odporu proti vojenské intervenci (nápisy na ulicích a zdech, různá prohlášení, letáky, schůze, rezoluce apod.) byla jednohodinová generální stávka.
  - Na zasedání Rady bezpečnosti OSN se dostavil ministr zahraničí J. Hájek, který ve svém vystoupení odsoudil vojenskou okupaci Československa. V dalších dnech se však postoj československé delegace změnil a 27. srpna požádala československá mise o stažení tzv. československé otázky z jednání Rady [zdroj?].
- 31. srpna: Na zasedání ÚV KSČ (doplněném o členy zvolenými „vysočanským“ sjezdem) byl přijat moskevský protokol jako jediné východisko z dané situace. Politickou iniciativu měly v rukou reformní síly v čele s A. Dubčekem, které se domnívaly, že existuje reálné východisko z tragické situace (možnost normalizovat situaci v zemi a dosáhnout odchodu cizích vojsk).